# Казимбет
Казимбе́т (каз. Қазымбет) — село у складі Урджарського району Абайської області Казахстану. Входить до складу Бестерецького сільського округу.
Населення — 512 осіб (2021; 636 у 2009, 775 у 1999, 751 у 1989).
Національний склад станом на 1989 рік:
- казахи — 65 %
- росіяни — 24 %

До 1998 року село називалося Алексієвка.